# (467) Laura
(467) Laura ist ein Asteroid des Hauptgürtels, der am 9. Januar 1901 vom deutschen Astronomen Max Wolf in Heidelberg entdeckt wurde.
Der Name ist vermutlich von einer Figur aus der Oper La Gioconda von Amilcare Ponchielli abgeleitet.